# الزاوية (تكلاووت)
الزاوية هو دُوَّار يقع بجماعة أنزو، إقليم أزيلال، جهة بني ملال خنيفرة في المملكة المغربية. ينتمي الدوّار لمشيخة تكلاووت التي تضم 8 دواوير. يقدر عدد سكانه بـ 636 نسمة حسب الإحصاء الرسمي للسكان والسكنى لسنة 2004.

## روابط خارجية
- البوابة الوطنية للجماعات الترابية
- المندوبية السامية للتخطيط